# Долон (пояснение)
Долон е името на двама персонажи от древногръцката митология:
1. Син на Приам.[1]
2. Син на Евмел (Евмед) и защитник на Троя. Според Омир бил убит от Диомед,[2] а според Аполодор — от Одисей и Диомед.[3] По неговото име десетата песен от Илиадата често се нарича Долония.